# Осада Зирикзе (1576)
Осада Зи́рикзе — осада испанскими войсками под командованием Кристобаля де Мондрагона укрепленного города Зирикзе на острове Схаувен-Дёйвеланд, удерживаемого голландскими повстанцами, во время Восьмидесятилетней войны. Осада заняла девять месяцев (с октября 1575 по 29 июля 1576 года) и завершилась капитуляцией осажденных.

## Предыстория
Осада небольшого городка Бомменеде заняла у испанских войск генерала Кристобаля де Мондрагона больше времени, чем предполагалось, и это помогло занятому голландскими повстанцами городу Зирикзе в Зеландии подготовиться к возможной осаде. В город стали стягиваться подкрепления и обозы с боеприпасами. Командир гарнизона Зирикзе Аренд ван дер Дорп разместил в городе и на оборонительных сооружениях 1200 обученных ополченцев.
Среди жителей был проведен опрос о судьбе города, и большинство проголосовали против капитуляции. Вскоре к городу подошли испанские войска, и началась осада.

## Осада

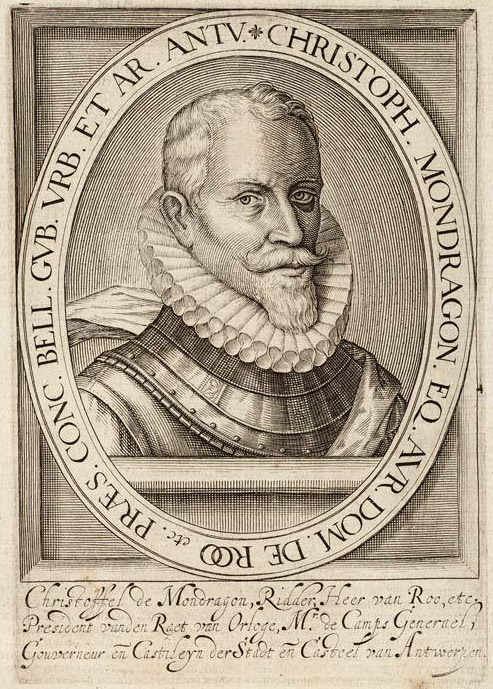
Кристобаль де Мондрагон

Мондрагон не имел возможностей взять Зирикзе штурмом и был вынужден перейти к осаде, собираясь взять защитников измором. Тем не менее, испанцам не удалось взять город в полную блокаду: до февраля 1576 года в город приходили поставки провианта на лодках, иногда среди бела дня под интенсивным обстрелом испанцев. Тогда Мондрагон перекрыл водный путь к порту и расположил солдат на ближайших дамбах. Однако 12 декабря в город прорвались несколько лодок с продуктами и боеприпасами, а 14 января 1576 года — целая эскадра из четырнадцати судов.

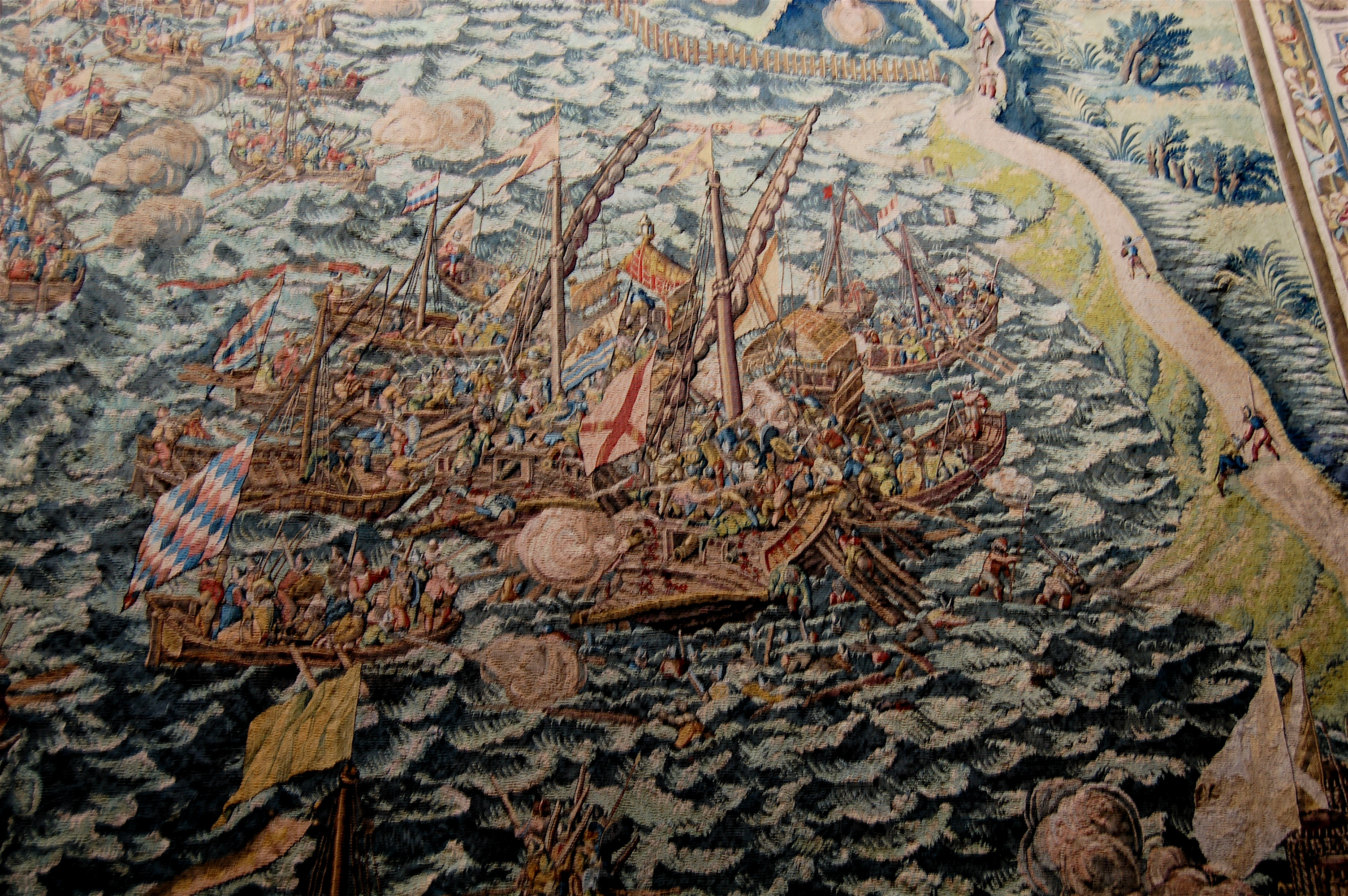
Голландский флот атакует испанские корабли 25 марта 1576 года.

Между тем Мондрагон получил подкрепления с моря — к городу прибыли испанские корабли. Осажденные отправили почтовых голубей к Вильгельму Оранскому с просьбами о помощи. 25 марта голландский флот атаковал испанские корабли, повстанцам удалось захватить один галеон. После этого голландцы продолжили рейды против испанского флота. 11 апреля была предпринята первая попытка прорыва блокады Зирикзе. Тридцать голландских судов попытались прорваться к порту Зирикзе, но получили жесткий отпор. Бой начался с наступлением ночи и продолжался до 3:00 утра. На следующий день гарнизон города предпринял попытку прорыва изнутри, но она принесла лишь тяжелые потери. 4 мая ситуация вокруг Зирикзе стабилизировалась, осада продолжилась. К концу мая на каждую семью в городе выдавалось четыре фунта хлеба в неделю. 27 мая Вильгельм Оранский инициировал вторую попытку прорыва блокады, на этот раз он собрал флот из 150 судов с экипажем в 2100 солдат и 2000 матросов. В город был послан голубь с указанием начать синхронную атаку — снаружи и изнутри — по сигналу (троекратному залпу из пушки). Однако атака провалилась из-за того, что перебежчики выдали испанцам планы голландцев. Следующая попытка состоялась 1 июня и вновь оказалась безуспешной: гарнизон начал атаку слишком рано и, не видя поддержки снаружи, отступил за стены. Прорыв осады был назначен на 13 июня, но опять сорвался из-за действий перебежчиков. Между тем, в городе начался масштабный голод, люди ели собак, кошек и лошадей, солдаты ежедневно получали не больше фунта хлеба. Вильгельм Оранский решился на последнюю атаку и отправил к стенам 2000 шотландских солдат. Но наемники потребовали жалование за два месяца и в противном случае грозились разграбить город. В итоге Вильгельм выплатил им деньги и распустил. Прорыв осады не состоялся.

## Переговоры о сдаче
20 июня начались переговоры о капитуляции, завершившиеся 29 июля. Город сохранил свою свободу и права, но должен был заплатить 200 000 гульденов, половина из которых в конечном итоге была прощена из-за бедности жителей. Трое состоятельных граждан были взяты в заложники. Гарнизону разрешили покинуть город с опущенным оружием.
Вскоре после вступления в Зирикзе вспыхнуло восстание среди испанских солдат. Им было обещано, что они получат жалование после взятия города, но обещание не было выполнено. 12 июля они захватили оружие и потребовали жалование. На следующий день они разграбили и сожгли деревню Нойверкерк. 18 июля вспыхнул бунт внутри стен, солдаты потребовали 100 тысяч гульденов в течение двух дней, которые в конечном итоге были внесены жителями города.
После капитуляции Зирикзе испанская армия должна была передислоцироваться в Брабант, поэтому Мондрагон был вынужден покинуть город 3 ноября 1576 года.